# Tarama (Burkina Faso)
Pour les articles homonymes, voir Tarama.
Tarama est une commune rurale située dans le département de Koundougou de la province du Houet dans la région des Hauts-Bassins au Burkina Faso.

## Géographie
La commune se trouve à proximité de la forêt classée de Téré.

## Éducation et santé
Le centre de soins le plus proche de Tarama est le centre de santé et de promotion sociale (CSPS) de Koundougou.